# Нан Эльмот

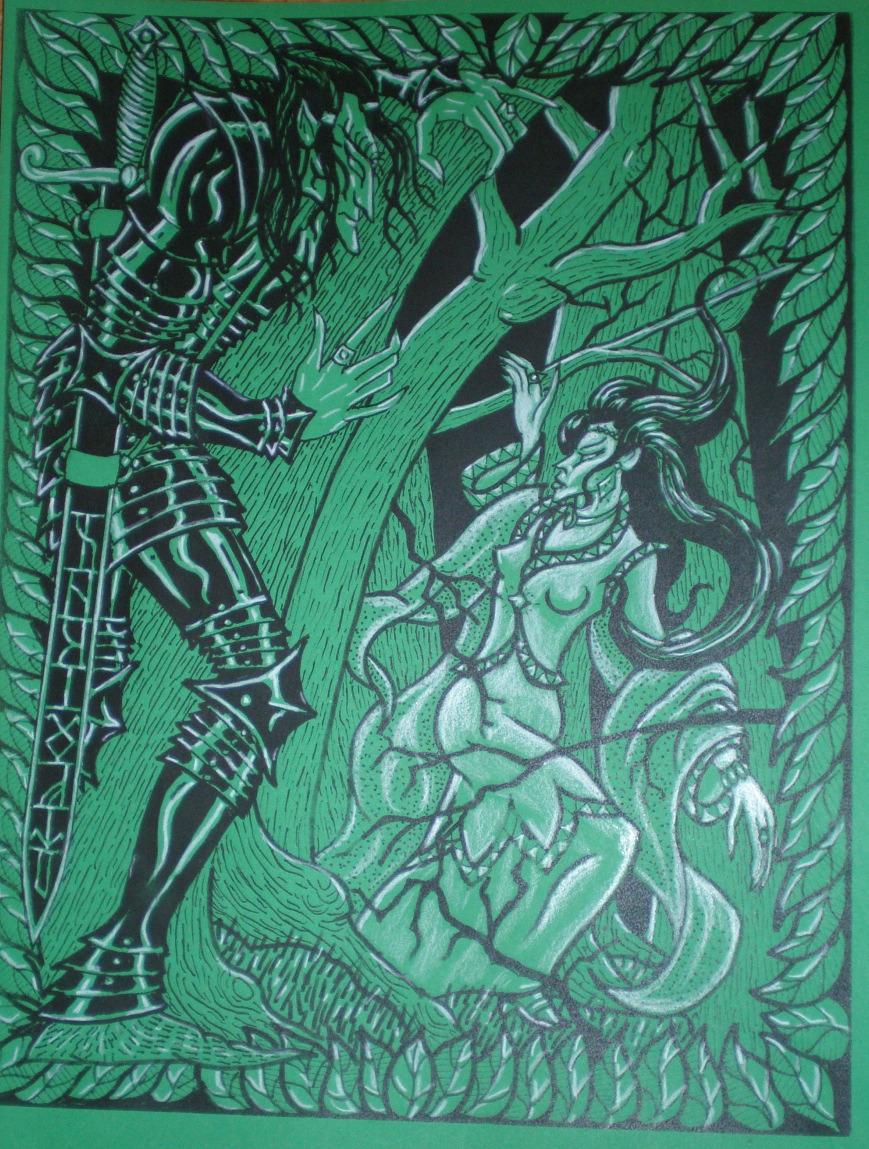
Т. Лобэк. Эол и Аредэль. События, которым посвящена иллюстрация, разворачиваются в Нан Эльмоте

Нан Эльмот (синд. Nan Elmoth, «Долина звёздных сумерек») — в легендариуме Дж. Р. Р. Толкина лес в Белерианде восточнее Дориата и на северо-восток от реки Келон.
В Нан Эльмоте произошла встреча Тингола и Мелиан; там же они провели долгие годы, стоя рука об руку. Позднее в Нан Эльмоте обитал Эол Тёмный Эльф, знаменитый кузнец. Его дом и кузница располагались в центре леса, рядом с озером Гладуиал. Когда в лесу оказалась Аредэль Ар-Фейниэль, сестра короля Гондолина Тургона, Эол «окружил её своими чарами» и привёл к своему жилищу. Аредэль осталась жить в Нан Эльмоте, став женой Эола.
Нан Эльмот считался частью Дориата, хотя Эол и преподнёс Тинголу зачарованный меч Англахэль в качестве платы за то, чтобы лес стал его уделом.